# Año Internacional de la Alfabetización
1990 fue proclamado Año Internacional de la Alfabetización por la Asamblea General de las Naciones Unidas, mediante la resolución 42/104 aprobada el 7 de diciembre de 1987. Esta decisión se basó en la recomendación del Consejo Económico y Social (resolución 1987/80) y subrayó la importancia de la erradicación del analfabetismo como un paso fundamental para garantizar el derecho a la educación, reconocido en la Declaración Universal de Derechos Humanos y en el Pacto Internacional de Derechos Económicos, Sociales y Culturales.
La proclamación destacó que el analfabetismo, especialmente en países en desarrollo, representa un obstáculo significativo para el desarrollo económico, social y cultural. Además, la Asamblea General enfatizó la necesidad de una estrategia global y una campaña mundial de alfabetización para aumentar la conciencia pública sobre el problema y promover esfuerzos concretos hacia su resolución.

## Actividades y alcance
Durante 1990, se implementaron diversos esfuerzos para combatir el analfabetismo desde una perspectiva global. Los Estados miembros fueron convocados a establecer planes nacionales que involucraran tanto a sus gobiernos como a organizaciones no gubernamentales. La UNESCO actuó como organización orientadora, trabajando en estrecha colaboración con comisiones regionales y organismos especializados para promover estrategias innovadoras y sostenibles.
En varios países, se llevaron a cabo campañas de alfabetización dirigidas a poblaciones marginadas, incluidas las comunidades rurales e indígenas. Estas iniciativas no solo buscaron enseñar a leer y escribir, sino también vincular la alfabetización con el desarrollo comunitario, promoviendo habilidades prácticas y oportunidades de empleo. En muchas regiones, se promovieron materiales educativos en idiomas locales, reconociendo la importancia de respetar y fortalecer las identidades culturales.
A nivel internacional, se organizaron seminarios, foros y actividades de concienciación para subrayar la conexión entre alfabetización y desarrollo sostenible. La cooperación entre sectores públicos y privados permitió la movilización de recursos financieros y técnicos, asegurando que las campañas alcanzaran un mayor impacto. Asimismo, e concepto de alfabetización funcional que se refiere al uso práctico y significativo de la lectura y escritura en la vida cotidiana, recibió especial atención.
También se fomentó un enfoque integral que relacionó la educación con otros aspectos del desarrollo humano, como la salud, la igualdad de género y la reducción de la pobreza. En este contexto, se subrayó que la alfabetización no debe ser vista únicamente como una meta educativa, sino como una herramienta esencial para mejorar las condiciones de vida y garantizar la participación activa de las personas en sus comunidades y sociedades.